# Благовещение Богородично (Габрово)
„Благовещение Богородично“ е девически манастир, който се е намирал в центъра на Габрово и е разрушен от атеистичната комунистическа власт през 1959 година.

## История
Девическият манастир е основан през 1836 година по идея на архимандрит Йосиф Соколски със съдействието на видния габровец Петър Хаджихристов. Султанският ферман, узаконяващ манастира, е издаден през 1839 година. Основният елемент в манастриския архитектурен ансамбъл е църквата „Благовещение Богородично“. Нейното строителство завършва през 1846 г. Две от иконите са изписани от Захари Зограф.
На около 10 метра южно от църквата е изградена ниска каменна камбанария, за която кожарят Тотю Антипов подарява камбана. Под купола на камбанарията се намира костница, в която са съхранявани костите на монахини от манастира. Практиката в православните манастири е 10 години след кончината на преподобните монасите и монахините, техните кости да бъдат ексхумирани и съхранявани в костниците.
В началото на 40-те години на XIX век Йосиф Соколски открива килийно училище в девическия манастир. Васил Априлов гостува в манастира при своята последна визита в Габрово през 1847 година. Той съдейства да се дари земя за манастира. При посещението си в Габрово през 1871 година Феликс Каниц е впечатлен от гостоприемството на игуменката Ефросиния, първата игуменка на манастира, от чистотата и красивата градина, поддържана с голяма любов от монахините, от шаечната фабрика на манастира.
Васил Левски намира подслон в девическия манастир през 70-те години на XIX век, когато обикаля България и полага основите на Вътрешната революционна организация. По време на Априлското въстание в 1876 година монахините месят хлябове и тъкат шаяци за навуща за въстаниците от четата на Цанко Дюстабанов. По време на Руско-турската война (1877 – 1878) манастирът е превърнат във военна болница. В нея са лекувани генерал Михаил Драгомиров и подполковник Алексей Куропаткин. През 1902 година по случай тържествата на връх Шипка, вече като генерал, Куропаткин посещава отново манастира и прави голямо дарение в знак на благодарност.
В двора на манастира са погребани двама руски воини, починали от раните си – Краховецки от 55 пехотен полк и Николаев от 56-и пехотен Житомирски полк.
През периода 1907 – 1908 плановете на Габровската община предвиждат постепенно отчуждаване на част от манастирските имоти, за да бъде оформена улица „Юрий Венелин“ за построяване на сграда за театрално-библиотечна сграда и пощенска станция. През 1903 година габровският фабрикант Васил Карагьозов посещава Атон и Зографски манастир. Оттам донася житието и литургията на Свети Онуфрий Габровски и ги дарява на девическия манастир.
На 8 декември 1952 година Габровският градски комитет издава обявление № 393, с което решава да премахне манастира и на негово място да обособи квартална градинка-парк за трудещите се. По това време манастирът е обявен за паметник на културата, съгласно Постановление № 1608 от 1951 година на Министерския съвет. Специално назначена министерска комисия изрично забранява неговото разрушаване и събаряне. Въпреки това на 31 юли 1959 година работници по заповед на Никола Българенски, наричан от хората в района "Съборенски" с кирки, чукове и лопати започват да премахват оградата, върху която са изобразени кръстове. На 6 август 1959 година вече са премахнати оградата, камбанарията и килията, в която е отсядал Левски, превърната в скромен музей. На 7 август 1959 година започва разрушаване на църквата. Монахините са изместени в Соколския манастир, заедно с целия архив на Светата обител.